# ウィリアム・プラウト

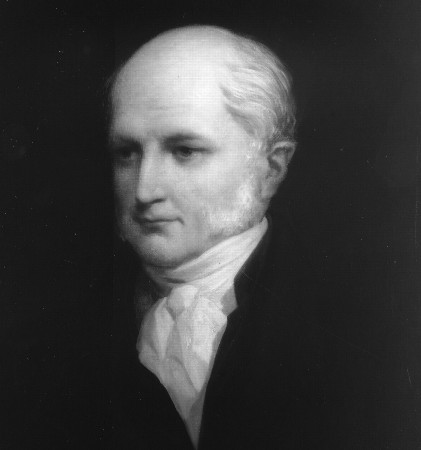
ウィリアム・プラウト
(画)ヘンリー・ウィンダム・フィリップス

ウィリアム・プラウト（William Prout、1785年1月15日 - 1850年4月9日）はイギリスの化学者、医師である。「水素の原子量を1とすると，すべての原子の原子量はその整数倍であり，水素原子が他のすべての原子の構成単位である」という「プラウトの仮説」を提案したことで知られる。

## 略歴
グロスタシャーのHortonの農家に生まれた。エディンバラで医学を学んだ後、ロンドンで医師として働きながら化学の研究を行った。生化学的なテーマに取り組み、生物の分泌物の多くの分析をおこなった。1823年に胃液を蒸留分離して、胃液中に塩酸の含まれることを発見した。1827年に食物の栄養を炭水化物、脂肪、タンパク質に分類することを提案した。
1819年に王立協会のフェローに選ばれ、1827年にコプリ・メダルを受賞した。
「プラウトの仮説」は1815年に当時、知られていた20の元素の原子量において、水素の原子量の整数倍となるという仮説で、すべての元素の構成要素として「protyle」を提唱した。みかけの原子量は同じ化学的性質をしめす元素の同位体の存在比により変動するので、ジョン・ドルトンによっに始まって、レイリー卿らによって、精密な原子量の測定が進められると、「プラウトの仮説」は成り立たないとされた。1910年代にフランシス・アストンによってより同位体の存在が示され「プラウトの仮説」は復活し、1920年にアーネスト・ラザフォードによって陽子（proton）が発見されるとその名前はプラウトの「protyle」に由来する「proton」（-onは素粒子を示す）と名づけられた。

## 著作
- Prout, William: Chemistry, Meteorology, and the Function of Digestion, considered with reference to Natural Theology (ブリッジウォータートリーティーズの一冊）
- Prout, William: An Inquiry Into the Nature and Treatment of Diabetes, Calculus, and Other Affections of the Urinary Organs., 2. Auflage, Baldwin, Craddock, and Joy, London 1825.
- Prout, William (1834). Chemistry, Meteorology, and the Function of Digestion Considered with Reference to Natural Theology; Bridgewater Treatises, W. Pickering (reissued by Cambridge University Press, 2009; ISBN 9781108000666)
- Prout, William: Correction of a Mistake in the Essay on the Relation between the Specific Gravities of Bodies in their Gaseous State and the Weights of their Atoms. In: Annals of Philosophy. 7, 1816, S. 111–113.
- Prout, William: On the Nature and Treatment of Stomach and Urinary Diseases., 3. Auflage, John Churchill, London 1849.
- Prout, William: On the Relation between the Specific Gravities of Bodies in their Gaseous State and the Weights of their Atoms. In: Annals of Philosophy. 6, 1815, S. 321–330.